# Маркос, Бонгбонг
Фердина́нд Ромуальдес Ма́ркос-младший (англ. Ferdinand Romualdez Marcos Jr., род. 13 сентября 1957, Манила), также известный как Бонгбонг Маркос — филиппинский государственный и политический деятель. Президент Филиппин с 30 июня 2022 года. Сын бывшего президента Фердинанда Маркоса и его жены Имельды.

## Биография
В 1980 году, во время диктатуры своего отца, 23-летний Маркос-младший стал вице-губернатором Северного Илокоса, а через три года губернатором провинции. Он занимал этот пост до 1986 года, когда его отец был свергнут в ходе «Жёлтой революции» и президентская семья бежала на Гавайи.
После смерти Маркоса-старшего в 1989 году новый президент Корасон Акино разрешила членам семьи Маркос вернуться на Филиппины. В настоящее время Бонгбонгу Маркосу и его матери грозит арест в США за нарушение судебного постановления о выплате 353 млн долларов в качестве компенсации жертвам нарушений прав человека во времена режима Маркоса-старшего.
Вернувшись на родину, Маркос продолжил политическую деятельность. В 1991 году он избрался в Палату представителей, а семь лет спустя вновь занял пост губернатора провинции Северный Илокос на трёхлетний срок, впоследствии дважды переизбравшись. В 2010—2016 годах — сенатор Филиппин.
Бонгбонг Маркос был одним из основных кандидатов на президентских выборах 2022 года. Его партнёром в качестве возможного вице-президента стала дочь уходящего главы государства Родриго Дутерте, Сара. Маркос регулярно лидировал в предвыборных опросах в течение нескольких месяцев. Маркос-младший был избран 17-м президентом Филиппин и вступил в должность 30 июня 2022 года.